# Prat-Bonrepaux
Prat-Bonrepaux település Franciaországban, Ariège megyében. Lakosainak száma 858 fő (2022. január 1.). Prat-Bonrepaux Betchat, Caumont, Cazavet, Lacave, Mauvezin-de-Prat, Mercenac, Castagnède és Francazal községekkel határos.

## Népesség
A település népességének változása:
| Lakosok száma | 861  | 778  | 801  | 866  | 870  | 914  | 917  | 864  | 861  | 858  |
|               | 1968 | 1982 | 1990 | 2006 | 2013 | 2015 | 2017 | 2019 | 2020 | 2022 |